# Camarat
Camarat je mys, který se nachází na jihu poloostrova Saint-Tropez v departmentu Var. Spadá do území obce Ramatuelle.
Maják na mysu Camarat měří 129,8 m a je jedním z nejvyšších majáků ve Francii podle výšky světla nad hladinou moře. Osvětluje území na vzdálenost 60 km. Byl uveden do provozu v roce 1831, elektrifikován po druhé světové válce a od roku 1977 je zcela automatický.

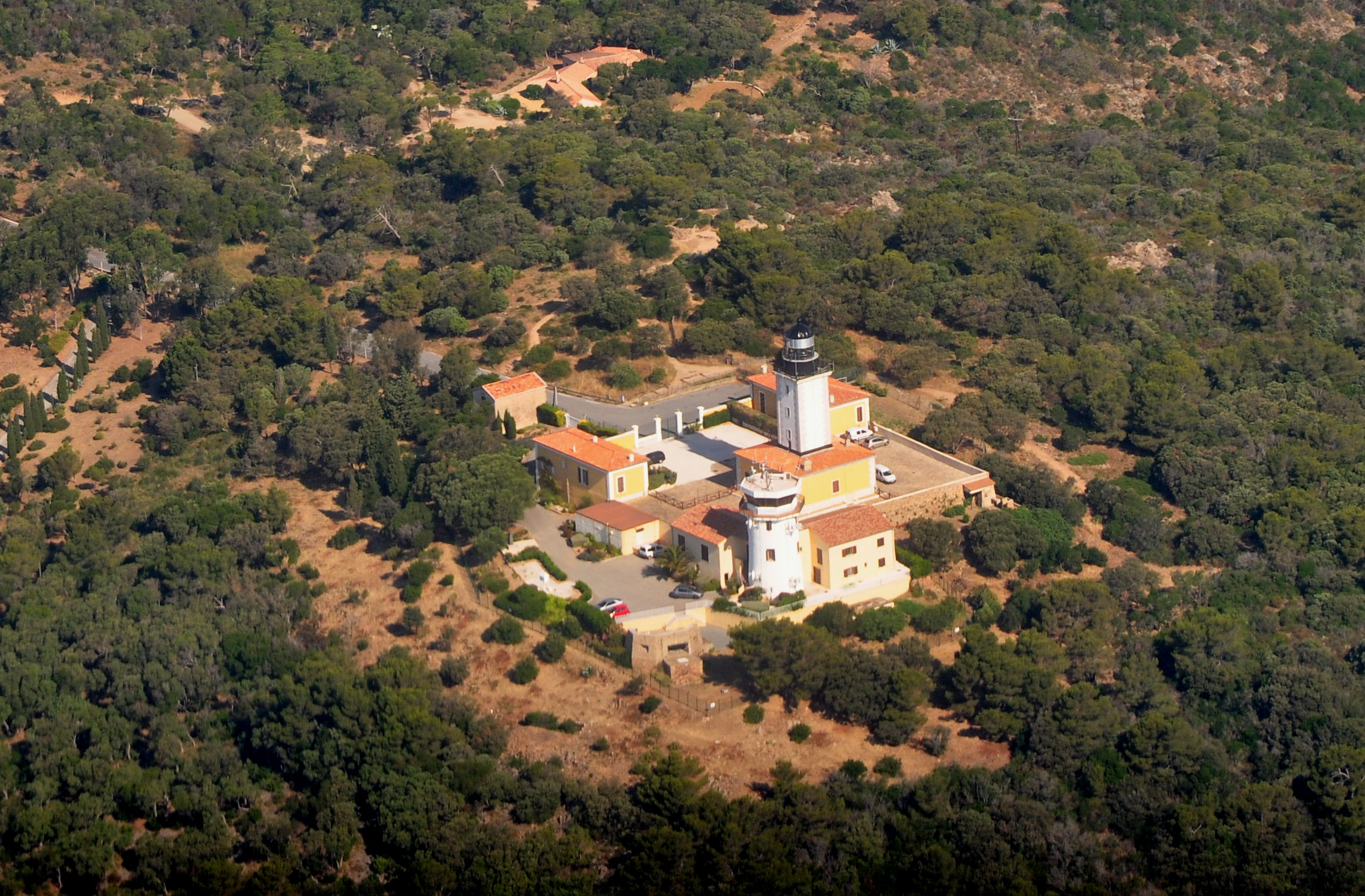
Maják na mysu Camarat

Z důvodu bohatství flóry a fauny jsou mysy Camarat, Lardier a Taillat chráněny jako Conservatoire du littoral (pobřežní rezervace).